# Hůrky
Hůrky är en ort i Tjeckien.   Den ligger i regionen Plzeň, i den västra delen av landet, 70 km sydväst om huvudstaden Prag. Hůrky ligger 460 meter över havet och antalet invånare är 175.
Terrängen runt Hůrky är kuperad österut, men västerut är den platt.  Trakten runt Hůrky är nära nog obefolkad, med mindre än två invånare per kvadratkilometer. Närmaste större samhälle är Rokycany, 6,4 km väster om Hůrky. I omgivningarna runt Hůrky växer i huvudsak blandskog.